# Pradit Taweechai
Pradit Taweechai (thailändisch ประดิษฐ์ ทวีไชย, * 7. Februar 1979 in Chaiyaphum) ist ein ehemaliger thailändischer Fußballspieler.

## Karriere

### Verein
Pradit Taweechai stand von 2004 bis 2005 beim Persib Bandung in Indonesien unter Vertrag. Wo er vorher gespielt hat, ist unbekannt. Der Verein aus Bandung spielte in der ersten Liga, der damaligen Premier Division. Mitte 2005 wechselte er nach Singapur. Hier schloss er sich bis Ende 2008 den Tampines Rovers an. 2009 kehrte er nach Thailand zurück. Hier unterschrieb er einen Vertrag beim Thailand Tobacco Monopoly FC. Der Verein aus der thailändischen Hauptstadt Bangkok spielte in der ersten Liga, der Thai Premier League. 2014 nahm ihn der Krung Thonburi FC unter Vertrag. Mit dem Klub aus Thonburi, einem Bezirk in Bangkok, spielte er in der dritten Liga, der Regional League Division 2. Hier trat Thonburi in der Central/Western Region an. Am 1. Januar 2015 beendete er seine Karriere als Fußballspieler.

### Nationalmannschaft
Von 2004 bis 2007 spielte Pradit Taweechai 26-mal in der thailändischen Nationalmannschaft.